# Петропавловский 2-й сельсовет
Петропавловский 2-й сельсовет — сельское поселение в Венгеровском районе Новосибирской области Российской Федерации.
Административный центр — село Петропавловка 2-я.

## История
Статус и границы сельского поселения установлены Законом Новосибирской области от 2 июня 2004 года № 200-ОЗ «О статусе и границах муниципальных образований Новосибирской области»

## Население
| 2002 | 2010 | 2012 | 2013 | 2014 | 2015 | 2016 |
| ---- | ---- | ---- | ---- | ---- | ---- | ---- |
| 678  | ↘590 | ↘588 | ↘581 | ↗589 | ↘571 | ↘563 |
| 2017 | 2018 | 2019 | 2020 | 2021 |      |      |
| ↗566 | ↘553 | ↗554 | ↘546 | ↘545 |      |      |

## Состав сельского поселения
| № | Населённый пункт  | Тип населённого пункта       | Население |
| - | ----------------- | ---------------------------- | --------- |
| 1 | Петропавловка 2-я | село, административный центр | ↘495      |
| 2 | Тюсмень           | деревня                      | ↘95       |